# Гра в бісер перед свиньми
«Игра́ в би́сер пе́ред сви́ньями» (укр. Гра в бісер перед свиньми) — альбом гурту «Гражданская оборона», спочатку відомий як «акустичний червоний альбом». Записаний після виходу фронтмена Єгора Лєтова з психіатричної лікарні, де той опинився через проблеми з КДБ.
Здебільшого в альбом лягли пісні, які записані були в 1983–86 років.

## Історія

### Запис альбому
Після конфлікту з офіційною владою наприкінці 1985 року, найближчий соратник Лєтова, Костянтин Рябінов (Кузя УО), був відправлений в армію, а сам він був примусово поміщений в психлікарню. Після виходу звідти, він, за його словами, зіткнувся з тим, що з його знайомих були взяті розписки про те, що вони не будуть мати з Лєтовим ніяких справ. Свою допомогу у записі запропонував Євген Філатов. Результатом став запис 1 червня 1986 року в лабораторії Омського державного університету. 
На записі Лєтов грав на бас-гітарі і на акустичній гітарі, а Євген Філатов підігравав на губній гармошці і перкусії. Запис є досить нетиповою в дискографії Лєтова, сам він характеризував її як «смішну, однак і дуже якісну». Більшість пісень з цього запису були переспівані в більш жорсткої манері в електричному «Красный альбом». Зокрема «Оптимизм» і «Он увидел солнце» були переспівані на «Тоталитаризм» і «Мышеловка (альбом)». Виняток лише коротка композиція «Убийца» з єдиним рядком: «Иван Говнов — убийца травы» (яка увійде пізніше в пісню «Иван Говнов» з альбому «Мышеловка») і пісня з назвою «КБГ-РОК», текст якої майже повністю складається з цитат Бориса Гребенщикова, лідера гурту «Аквариум».

### Пісня «КБГ-РОК»
У куплеті цієї композиції (не плутати з піснею «КГБ-рок» з альбому «Некрофилия») обігрується фраза з пісні Бориса Гребенщикова «25 к 10». 
- КБГ-РОК: «Но если б я мог выбирать себя, я был бы Гребенщиков»;
- Борис Гребенщиков: «Но если б я мог выбирать себя, я снова бы стал собой».

Лєтов так прокоментував цю фразу:
Пісня ця знущальної властивості, але до самого Гребенщикова стосунку немає. Це пародія на нашого колишнього директора, мого приятеля, котрий настільки обожнював творчість цього автора, що розмовляв в будь-якій найпростішій життєвій ситуації суто цитатами з нього. Про це та пісня.— З відповідей на питання на офіційному сайті «Гражданская Оборона».

У травні 2007 року Борис Гребенщиков на питання читача російської служби BBC так відгукнувся про пісню: 
Питання: Єгор Лєтов в одній зі своїх пісень співає: «Если бы я смог выбрать себя, я был бы Гребенщиков». Що це: комплімент, жарт чи образа?. 

Борис Гребенщиков: Звичайно, комплімент. Напевно, можна повернути і по-іншому, але це красиво. Я теж рекомендую, так. Я би сам сказав би те ж саме. Я ні з ким, відверто кажучи, не хотів би помінятися місцями.— Відповіді на питання читачів BBCRussian.com, травень 2007.

### Місце в офіційній дискографії
До видання на лейблі «Хор», Лєтов відносив альбом до бутлеґу, називаючи його як акустичний «Червоний альбом». Офіційно виданий він був лише в 1999 році. Назва альбому дав приспів пісні «Игра в бисер», де Лєтов обігрує приказку «метати бісер перед свиньми» і міфічну «гру в бісер» з роману Германа Гессе «Гра в бісер». При перевиданні дискографії в 2005–2007 роках альбом виданий не був, а всі композиції були включені бонус-треками до альбому «Хорошо!!».

## Список композицій
Автор музики і слів окрім №13 Єгора Лєтова. 
| #   | Назва                                        | Тривалість |
| --- | -------------------------------------------- | ---------- |
| 1.  | «Игра в бисер»                               | 2:24       |
| 2.  | «На наших глазах»                            | 2:09       |
| 3.  | «Чужеродным элементом» (Частицей лжи)        | 2:58       |
| 4.  | «Я иллюзорен»                                | 3:27       |
| 5.  | «Детский мир»                                | 1:58       |
| 6.  | «Зоопарк»                                    | 2:45       |
| 7.  | «КБГ-РОК» (РОК-КГБ)                          | 2:16       |
| 8.  | «Скоро настанет совсем»                      | 3:01       |
| 9.  | «Ненавижу красный цвет»                      | 2:08       |
| 10. | «Он увидел солнце»                           | 2:41       |
| 11. | «Оптимизм»                                   | 2:04       |
| 12. | «Мама, мама…»                                | 2:40       |
| 13. | «Убийца» (автори: Євген Філатов, Єгор Лєтов) | 1:07       |

## Інформація з буклету
Записано 1.06.86 в лабораторії Омського державного університету Євгеном Філатовим.
- Єгор Лєтов — голос, гітари, бас, ударні
- Євген Філатов — бонги, губна гармонь

Оформлення: Єгор Лєтов і Кузьма Рябінов.
Фото: В. Рожков і ще хтось.
Спасибі: Максиму Хасанову і Кирилу Передерію.